# Hollandsche Aannemings Maatschappij
De Hollandsche Aanneming Maatschappij (HAM) was een aannemingsbedrijf opgericht op 25 september 1909 door dr.Ir. A.C.C.G van Hemert en de aannemer  G.A. van Hattem uit Dordrecht, naar aanleiding van de aanbesteding van een kanaalwerk in België, die de combinatie overigens niet kreeg. De combinatie kreeg de naam Hollandsche Aanneming Maatschappij. Maar in 1911 werd deze vennootschap hervormd en uitgebreid met het oog op de havenwerken van Soerabaja. Van deze maatschappij, die de opdracht voor de uitvoering van deze werken en van latere uitbreidingswerken (baggerwerk zowel als kademuurbouw) van het Gouvernement van Nederlands-Indië mocht verwerven, was Van Hemert directeur van 1909-1916. In 1924 werd al het materieel van Van Hattem verkocht aan de HAM. De HAM nam toen ook de Norddeutsche Tiefbau Gesellschaft over. In 1928 werd de failliete boedel van baggermaatschappij W.J. KalisWzn overgenomen.
In 1963 fuseerde het bedrijf met Intervam, in 1971 met Van Oord-Werkendam en in 1971 met Volker-Stevin. Tot dan toe bleef de naam HAM. Bij de fusie met Ballast-Nedam in 2002 werd de naam Ballast-HAM en werd het bedrijf verkocht aan het Spaanse Dragados. In 2003 werd het bedrijf verkocht aan Van Oord, en verdween de naam HAM.

## Werken

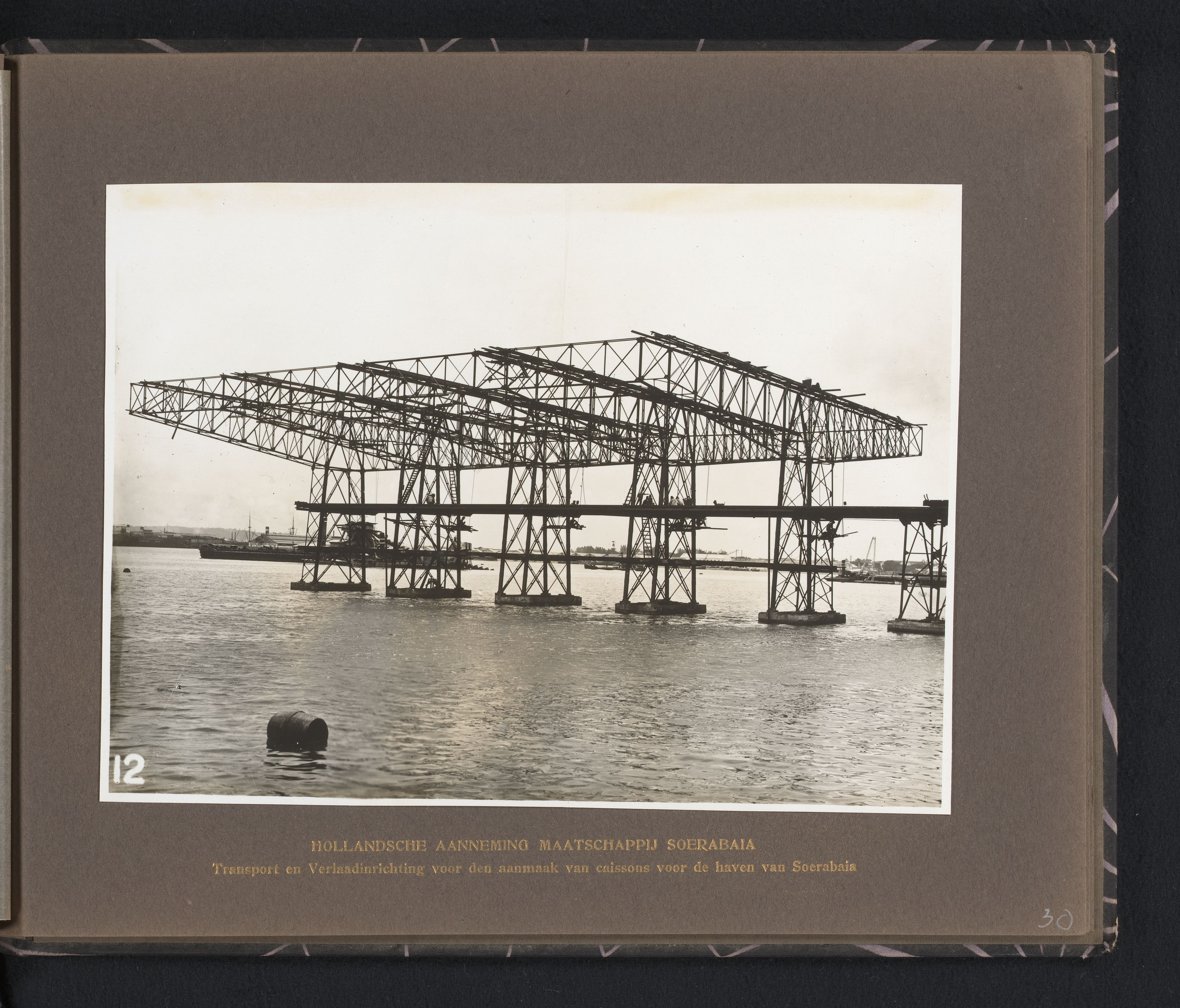
Hollandsche Aanneming Maatschappij Soerabaia, Transport en Verlaadinrichting voor den aanmaak van caissons voor de haven, NG-2002-84-E-30

Van algemene bekendheid voor de Tweede Wereldoorlog zijn de werken, welke door de HAM zijn uitgevoerd, voornamelijk in Soerabaja, maar ook in Tanjung Priok. Er zijn in het begin herhaaldelijk ernstige moeilijkheden gerezen in verband met de uitvoering van deze havenwerken, moeilijkheden die Van Hemert, als directeur, veel tijd, moeite en zorgen hebben gekost. In 1918 zijn aanvullend opdrachten gekregen. Deze werken in Nederlands-Indië zijn in detail beschreven door Wouter Cool in de Ingenieur. In 1920 is de haven van Soerabaja aangelegd. Maar ook hier bleek uiteindelijk arbitrage nodig om een verschil van mening tussen de HAM en het gouvernement te beslechten. De Hollandkade in Soerabaja is door Cool beschreven in de Ingenieur. In 1922 begon men aan dokken voor onderzeeboten in de marinehaven van Soerabaja.
In 1924 zag de maatschappij mogelijkheden in zuidwest-Afrika (het huidige Namibië). In Walvisbaai bij Swakopmund moest een haven komen.
In 1927 werd voor de uitvoering van Zuiderzeewerken de Maatschappij tot Uitvoering van Zuiderzeewerken opgericht, waarin de HAM een belangrijk aandeel had. Vrijwel alle grotere aannemers zaten in dit consortium, maar niet Bos & Kalis en Zanen-Verstoep. Opvallend is dat de eerste groep aannemers inmiddels allemaal deel uitmaken van Van Oord en de anderen van BoskalisWestminster. 
In 1935 was de HAM betrokken bij de Maaswerken, met name met het baggerwerk voor de vele bochtafsnijdingen.
Vlak voor het uitbreken van de Tweede Wereldoorlog werd een grote opdracht verkregen voor havenaanleg in Kaapstad. Hiervoor is veel materieel naar Zuid-Afrika gegaan.
In 1953 was de HAM een van de aannemers betrokken bij het sluiten van de vele dijkdoorbraken. 

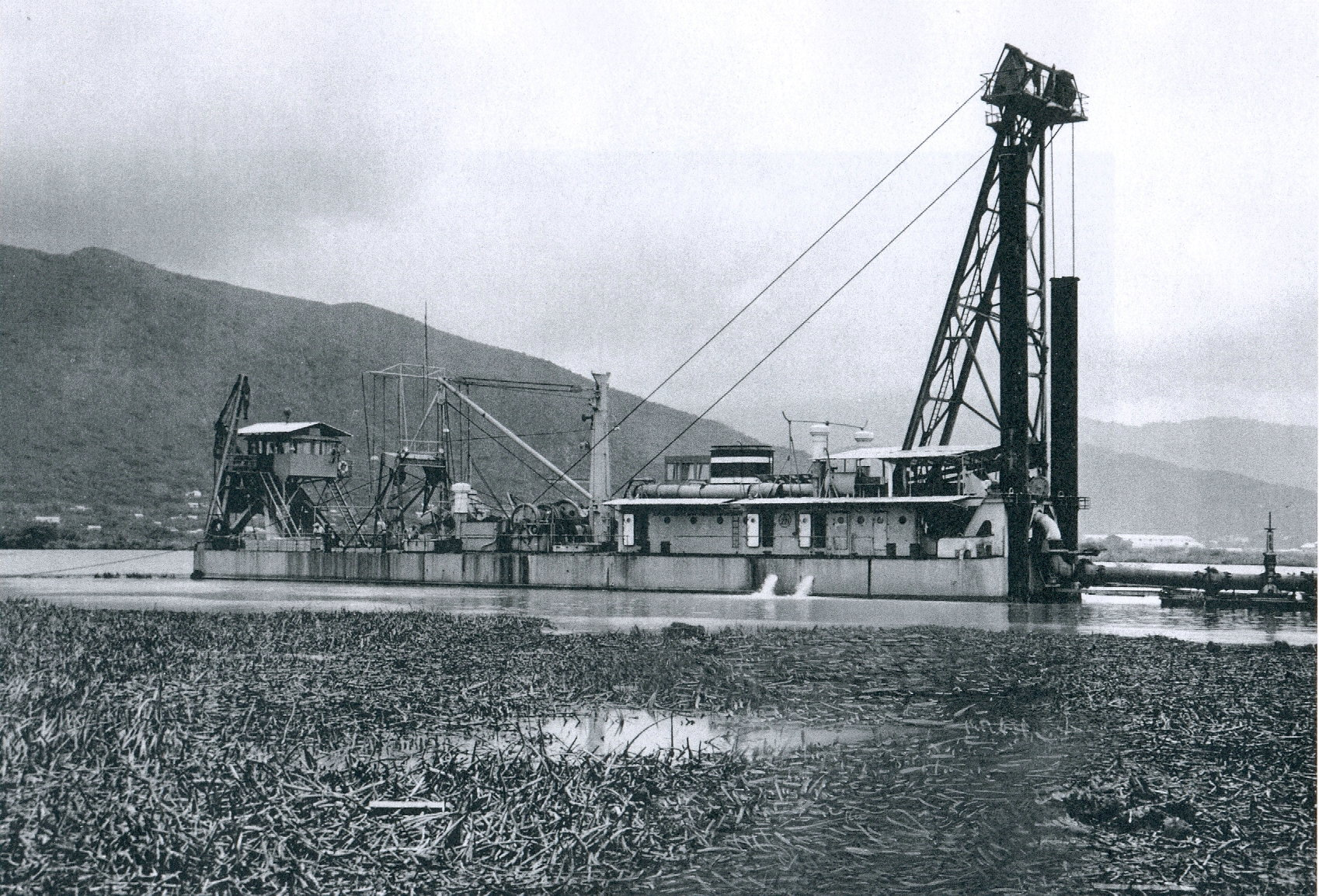
Snijkopzuiger HAM 206

In 1957 harde HAM samen met de Nederlandsche Maatschappij voor Havenwerken de aanleg van de haven Puerto Cabello in Venezuela aangenomen. Hiervoor werd toen de nieuwe snijkopzuiger HAM206 ingezet. Dit was een werk van 20 miljoen gulden.
in de zeventiger jaren deed de HAM veel baggerwerk, samen met de HBG, onder andere voor de haven van Dammam.